# Diaphone libertina
Diaphone libertina är en fjärilsart som beskrevs av Max Bartel 1903. Diaphone libertina ingår i släktet Diaphone och familjen nattflyn. Inga underarter finns listade i Catalogue of Life.